# Helena Amélia Oehler Stemmer
Helena Amélia Oehler Stemmer (Porto Alegre, 11 de noviembre de 1927 - 28 de marzo de 2016) fue una ingeniera civil y profesora universitaria brasileña.

## Biografía
Se graduó en ingeniería civil en la Universidade Federal do Rio Grande do Sul en 1954.
En 1955 comenzó a trabajar en la empresa Azevedo Bastian Castilhos S / A Construções.
Helena asistió a clases de análisis estructural en alemán en laUniversidade Federal de Santa Catarina en Alemania .
Comenzó a enseñar en la Universidade Federal do Rio Grande do Sul en 1969, un año después de la fundación del curso de ingeniería civil, convirtiéndose en el primer maestro en la disciplina de estabilidad de la construcción en la universidad. Fue coordinadora del curso de ingeniería civil, jefa de departamento y directora del Centro Tecnológico (CTC).
Fue la única mujer que dirigió un departamento de ingeniería en CTC en casi 50 años.
Se dedicó a la docencia durante casi tres décadas hasta su jubilación en junio de 1992, y fue coautora del libro Memórias da Engenharia Civil.

## Vida personal
En su juventud, practicó atletismo en la Sociedad de Gimnasia de Porto Alegre. Más adelante en la vida, fue conocida por su interés y conocimiento de la ópera, y cantó como soprano. Fue celebrada por su buena memoria, entusiasmo por la lectura y amplios intereses culturales.